# كلوديا ريفيرو
كلوديا ريفيرو (بالإسبانية: Claudia Rivero)‏ هي لاعبة كرة الريشة بيروفية، ولدت في 28 نوفمبر 1986 في ليما في بيرو.

## وصلات خارجية
- كلوديا ريفيرو على موقع BWF.tournamentsoftware.com (الإنجليزية)
- كلوديا ريفيرو على موقع BWFbadminton.com (الإنجليزية)
- كلوديا ريفيرو على موقع اللجنة الأولمبية الدولية (الإنجليزية)
- كلوديا ريفيرو على موقع أوليمبيديا (الإنجليزية)